# Youssouf Koné
Pour les articles homonymes, voir Koné.
Youssouf Koné, né le 5 juillet 1995 à Bamako au Mali, est un footballeur international malien qui joue au poste d’arrière gauche.

## Carrière

### En club

#### LOSC Lille (2015-2017)

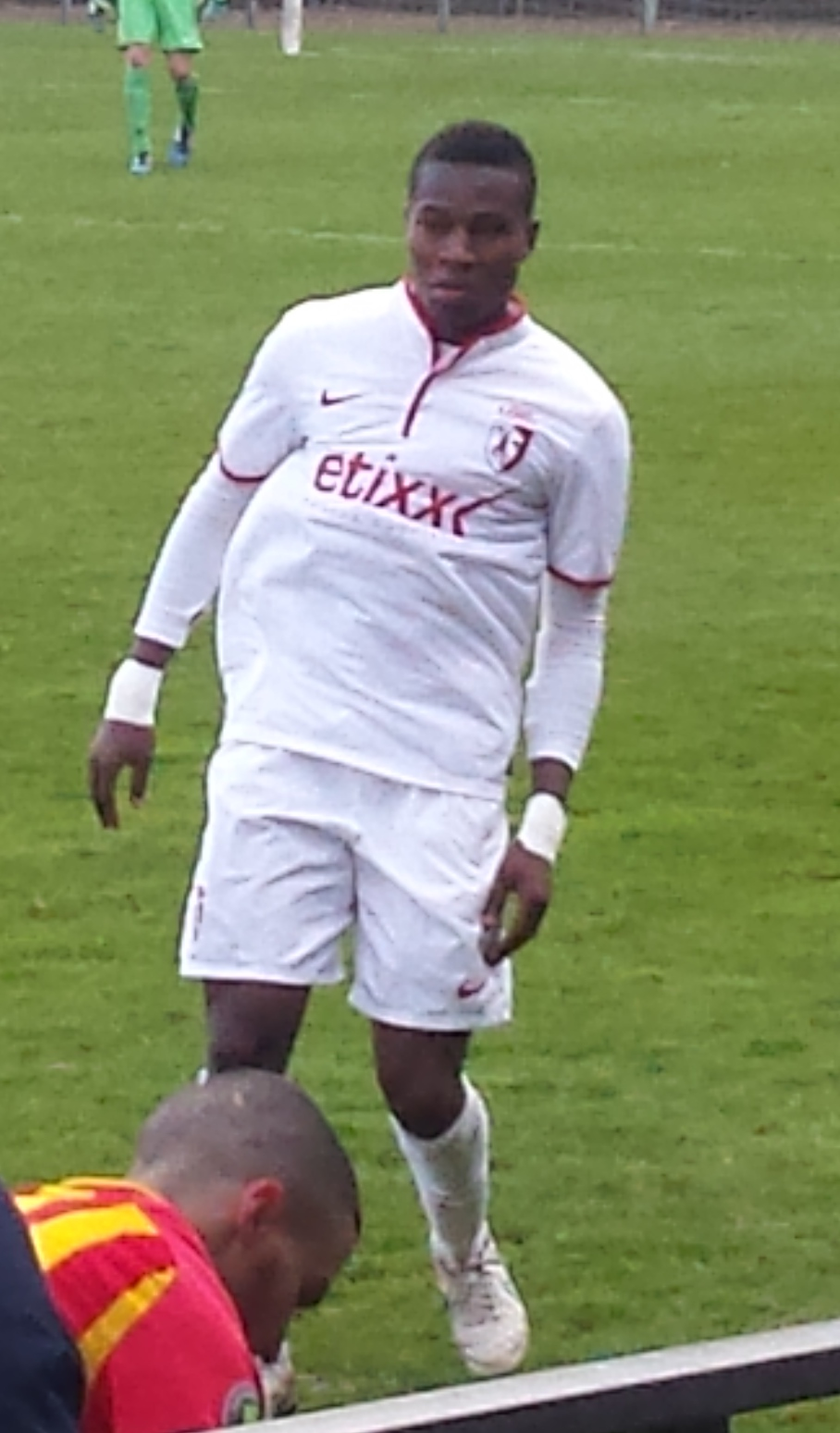
Youssouf Koné avec l'équipe réserve de Lille en 2015.

Youssouf Koné joue son premier match professionnel le 2 mars 2014 en entrant en jeu lors d'une victoire trois buts à deux contre l'AC Ajaccio. 
En janvier 2015, il signe son premier contrat professionnel avec le LOSC, d'une durée de trois ans.

#### Prêt au Stade de Reims (2017-2018)
En juillet 2017, il est prêté au Stade de Reims en Ligue 2.
Après une bonne première partie de saison durant laquelle le latéral gauche dispute 18 rencontres et marque un but, il se blesse gravement au genou (rupture des ligaments croisés) en janvier 2018, l'éloignant des terrains jusqu'à la fin du championnat. À la demande du LOSC, il quitte définitivement le Stade de Reims pour poursuivre sa rééducation dans le Nord.

#### Retour de prêt au LOSC Lille (2018-2019)
À la suite de prestations convaincantes réalisées durant ses premiers mois de prêt, les dirigeants lillois prolongent Youssouf Koné de trois saisons supplémentaires, portant son contrat jusqu’en 2022. Lors de la saison 2018-19, il est dans un premier temps le remplaçant de Fodé Ballo-Touré au poste d'arrière gauche. Cependant, le départ de ce dernier à Monaco lors du mercato hivernal en janvier permet à Koné de s'installer à une place de titulaire.
Après une saison aboutie qui le verra disputer 23 matchs avec le LOSC, des rumeurs de transfert l'annoncent courtisé par plusieurs clubs français dont l'Olympique de Marseille et l'Olympique lyonnais .

#### Olympique lyonnais (2019-2020)
Le 3 juillet 2019, le président de l'Olympique lyonnais Jean-Michel Aulas annonce la signature de Youssouf Koné pour la somme de 9 millions d'euros et un pourcentage de 25 % à la revente et signe un contrat de cinq ans soit jusqu’en juin 2024. Il rejoint les Gones pour remplacer Ferland Mendy, transféré au Real Madrid quelques semaines auparavant ,.
D'abord titulaire sur le flanc gauche de la défense de l'OL pendant la première partie de la saison, Youssouf Koné se blesse au genou en décembre 2019 et l'éloigne de l'équipe type, même après son retour.

#### Prêts successifs
Le 30 septembre 2020, Youssouf Koné est prêté sans option d'achat au club espagnol d'Elche, qui évolue en Liga. Indésirable à l'OL, il a pour objectif de récupérer du temps de jeu après avoir vu sa progression freinée par une blessure au genou au début de l'année 2020.
Le  1er février 2021, Youssouf Koné est prêté sans option d'achat au club turc de l'Hatayspor en manque de temps de jeu à Elche.
Le 3 aout 2021, Youssouf Koné est prêté sans option d'achat au club de l'ES Troyes AC, en Ligue 1, pour retrouver du temps de jeu.
Il est prêté une quatrième fois consécutivement lors de la saison 2022-2023 à l'AC Ajaccio.
Le 28 août 2023, l'Olympique Lyonnais annonce avoir trouvé un accord pour résilier son contrat.

#### RWD Molenbeek (2023-2024)
Le 28 aout 2023, après sa résiliation de contrat avec l'Olympique lyonnais, il s'engage en faveur du RWD Molenbeek. L'autre club détenu par le même propriétaire de l'Olympique Lyonnais, à savoir John Textor.
Le 1er octobre 2023, il dispute son premier match avec le club face à La Gantoise (1-1).

#### JS Kabylie (2024-2025)
Le 9 septembre 2024, il signe un contrat d'une année, plus une en option, avec la JS Kabylie. Après avoir évolué dans divers clubs européens, il choisi finalement de retourner en Afrique pour relancer sa carrière. Ce fut une décision difficile pour le médaillé de bronze de la Coupe du monde des moins de 20 ans en 2015 en Nouvelle-Zélande. Le 11 mars 2025, il résilie son contrat, avec la JSK.

### En sélection
Youssouf Koné commence sa carrière internationale avec l'Équipe du Mali des moins de 20 ans en 2015. Avec cette sélection, il dispute notamment la Coupe d'Afrique des nations et la Coupe du monde en 2015.
Il participe à son premier match en équipe première le 6 septembre 2015, lors d'un match contre le Bénin. Il dispute ensuite la Coupe d'Afrique des nations à deux reprises avec son pays, en 2017 et 2019.

## Statistiques détaillées

### En club
| Saison                | Club                  | Championnat           | Championnat | Championnat | Coupe nationale | Coupe nationale | Coupe de la Ligue | Coupe de la Ligue | Compétition(s) continentale(s) | Compétition(s) continentale(s) | Compétition(s) continentale(s) | Total | Total |
| Saison                | Club                  | Division              | M.          | B.          | M.              | B.              | M.                | B.                | Comp.                          | M.                             | B.                             | M.    | B.    |
| 2013-2014             | Lille OSC             | Ligue 1               | 2           | 0           | -               | -               | -                 | -                 | -                              | -                              | -                              | 2     | 0     |
| 2014-2015             | Lille OSC             | Ligue 1               | -           | -           | 1               | 0               | -                 | -                 | -                              | -                              | -                              | 1     | 0     |
| 2015-2016             | Lille OSC             | Ligue 1               | 1           | 0           | 1               | 0               | -                 | -                 | -                              | -                              | -                              | 2     | 0     |
| 2016-2017             | Lille OSC             | Ligue 1               | 2           | 0           | 1               | 0               | -                 | -                 | -                              | -                              | -                              | 3     | 0     |
| 2018-2019             | Lille OSC             | Ligue 1               | 20          | 0           | 2               | 0               | 1                 | 0                 | -                              | -                              | -                              | 23    | 0     |
| Sous-total            | Sous-total            | Sous-total            | 25          | 0           | 5               | 0               | 1                 | 0                 | -                              | -                              | -                              | 31    | 0     |
| 2017-2018             | Stade de Reims (prêt) | Ligue 2               | 18          | 1           | 1               | 0               | 1                 | 0                 | -                              | -                              | -                              | 20    | 1     |
| 2019-2020             | Olympique lyonnais    | Ligue 1               | 11          | 0           | -               | -               | -                 | -                 | C1                             | 5                              | 0                              | 16    | 0     |
| 2020-2021             | Elche CF (prêt)       | Liga                  | 3           | 0           | -               | -               | -                 | -                 | -                              | -                              | -                              | 3     | 0     |
| 2021                  | Hatayspor (prêt)      | Süper Lig             | 6           | 0           | -               | -               | -                 | -                 | -                              | -                              | -                              | 6     | 0     |
| 2021-2022             | ES Troyes AC (prêt)   | Ligue 1               | 21          | 0           | 1               | 0               | -                 | -                 | -                              | -                              | -                              | 22    | 0     |
| 2022-2023             | AC Ajaccio (prêt)     | Ligue 1               | 13          | 0           | -               | -               | -                 | -                 | -                              | -                              | -                              | 13    | 0     |
| 2023-2024             | RWD Molenbeek         | Division 1A           | 9           | 0           | 3               | 0               | -                 | -                 | -                              | -                              | -                              | 12    | 0     |
| 2024-2025             | JS Kabylie            | Ligue 1               | 11          | 0           | 2               | 0               | -                 | -                 | -                              | -                              | -                              | 13    | 0     |
| Total sur la carrière | Total sur la carrière | Total sur la carrière | 116         | 1           | 12              | 0               | 2                 | 0                 | -                              | 5                              | 0                              | 135   | 1     |

### En sélection nationale
| Saison                | Sélection             | Phases finales        | Phases finales | Phases finales | Phases finales | Éliminatoires | Éliminatoires | Éliminatoires | Matchs amicaux | Matchs amicaux | Matchs amicaux | Total | Total | Total |
| Saison                | Sélection             | Compétition           | M              | B              | Pd             | M             | B             | Pd            | M              | B              | Pd             | M     | B     | Pd    |
| --------------------- | --------------------- | --------------------- | -------------- | -------------- | -------------- | ------------- | ------------- | ------------- | -------------- | -------------- | -------------- | ----- | ----- | ----- |
| 2015-2016             | Mali                  | -                     | -              | -              | -              | 3             | 0             | 0             | 1              | 0              | 0              | 4     | 0     | 0     |
| 2016-2017             | Mali                  | CAN 2017              | 0              | 0              | 0              | 2             | 0             | 0             | 1              | 0              | 0              | 3     | 0     | 0     |
| 2017-2018             | Mali                  | -                     | -              | -              | -              | 4             | 0             | 0             | -              | -              | -              | 4     | 0     | 0     |
| 2018-2019             | Mali                  | CAN 2019              | 3              | 0              | 0              | 1             | 0             | 1             | 1              | 1              | 0              | 5     | 1     | 1     |
| 2019-2020             | Mali                  | -                     | -              | -              | -              | 1             | 0             | 0             | -              | -              | -              | 1     | 0     | 0     |
| Total sur la carrière | Total sur la carrière | Total sur la carrière | 3              | 0              | 0              | 11            | 0             | 1             | 3              | 1              | 0              | 17    | 1     | 1     |

## Palmarès

### En club
| Stade de Reims (1)                | LOSC Lille                                     | JS Kabylie                                       |
| --------------------------------- | ---------------------------------------------- | ------------------------------------------------ |
| - Ligue 2 (1) : - Champion : 2018 | - Championnat de France - Vice-champion : 2019 | - Championnat d'Algérie : - Vice-champion : 2025 |

### En sélection
Mali -20 ans
- Médaillé de bronze à la Coupe du monde de football des moins de 20 ans 2015